# Icaronycteris
Az Icaronycteris az emlősök (Mammalia) osztályának denevérek (Chiroptera) rendjébe, ezen belül a kis denevérek (Microchiroptera) alrendjébe és a fosszilis Archaeonycterididae családjába tartozó nem.

## Tudnivalók
Az Icaronycteris a kis denevérek egyik korai képviselője volt. Az állat az eocén korban élt, körülbelül 52,5 millió évvel ezelőtt. Eddig négy jól megmaradt Icaronycteris kövületet találtak. Ezeket az észak-amerikai Green River Formation-ban (Zöld folyó rétege) fedezték fel. Csak egy fajt írtak le a nemben, az Icaronycteris indexet, de egyesek néhány töredékes franciaországi maradványt is ebbe a nembe helyeznének; ennek a neve Icaronycteris menui lenne.
Az Icaronycteris testhossza körülbelül 14 centiméter lehetett, szárnyfesztávolsága elérhette a 37 centimétert. Hasonlított a mai denevérekre, de ősi vonásai is voltak. A farka hosszabb volt és nem volt összekapcsolva a lábaival a farkvitorlán keresztül, az első ujján karmot viselt és a teste hajlékonyabb volt. Fogazata majdnem azonos a cickányfélékével. A testfelépítése arra utal, hogy alvás közben fejjel lefelé lógott, miközben hátsó lábaival kapaszkodott épp úgy, mint a mai denevérek.